# Okopek
Okopek (deutsch Wilhelmsberg) ist ein Ort in der polnischen Woiwodschaft Ermland-Masuren. Er gehört zur Landgemeinde Górowo Iławeckie (Landsberg) im Powiat Bartoszycki (Kreis Bartenstein), bis 1945 zum Kreis Preußisch Eylau in Ostpreußen.

## Geographische Lage
Okopek liegt im Nordwesten der Woiwodschaft Ermland-Masuren, 26 Kilometer südwestlich der früheren und heute auf russischem Staatsgebiet gelegenen Kreisstadt Preußisch Eylau (russisch Bagrationowsk) bzw. 36 Kilometer westlich der jetzigen Kreismetropole Bartoszyce (deutsch Bartenstein).

## Geschichte
Bereits vor 1800 wurde Wilhelmsberg gegründet. Es handelte sich um ein sehr großes Vorwerk zum Gut Klein Steegen (polnisch Stega Mała) im ostpreußischen Kreis Preußisch Eylau, Regierungsbezirk Königsberg. Wilhelmsberg zählte im Jahr 1910 59 Einwohner. Als sich Groß Steegen (polnisch Stega Wielka) und Klein Steegen im Jahr 1928 zur neuen Gemeinde Alt Steegen zusammenschlossen, wurde Wilhelmsberg eine Ortschaft eben dieser neuen Gemeinde.
Im Jahre 1945 wurde das gesamte südliche Ostpreußen in Kriegsfolge an Polen abgetreten. Wilhelmsberg erhielt die polnische Namensform „Okopek“, wurde neu besiedelt und war 1983 Standort eines staatlichen Landwirtschaftsbetriebes mit sieben Wohngebäuden und einer Tischlerei bei 59 Einwohnern. Im 21. Jahrhundert änderte sich die Situation des Dorfes derart, dass jetzt keine Gebäude dort mehr stehen. Als Ortschaft gehört Okopek weiterhin zur Gmina Górowo Iławeckie (Landgemeinde Landsberg) im Powiat Bartoszycki (Kreis Bartenstein), von 1975 bis 1998 der Woiwodschaft Olsztyn, seither der Woiwodschaft Ermland-Masuren zugehörig.

## Religion
Wilhelmsberg war bis 1945 in das Kirchspiel der evangelischen Kirche Guttenfeld (polnisch Dobrzynka) in der Kirchenprovinz Ostpreußen der Kirche der Altpreußischen Union eingegliedert. Okopek liegt heute im Bereich der Pfarrei Kandyty (Canditten) im römisch-katholischen Erzbistum Ermland.

## Verkehr
Okopek liegt an einer Nebenstraße, die von Dobrzynka (Guttenfeld) nach Dębowiec (Eichholz) führt. In Okopek endet eine von Stega Mała (Klein Steegen) über Włodkowo (Sophienhof) kommende Straße.
Eine Bahnanbindung besteht nicht.